# Кампйоне-д'Італія

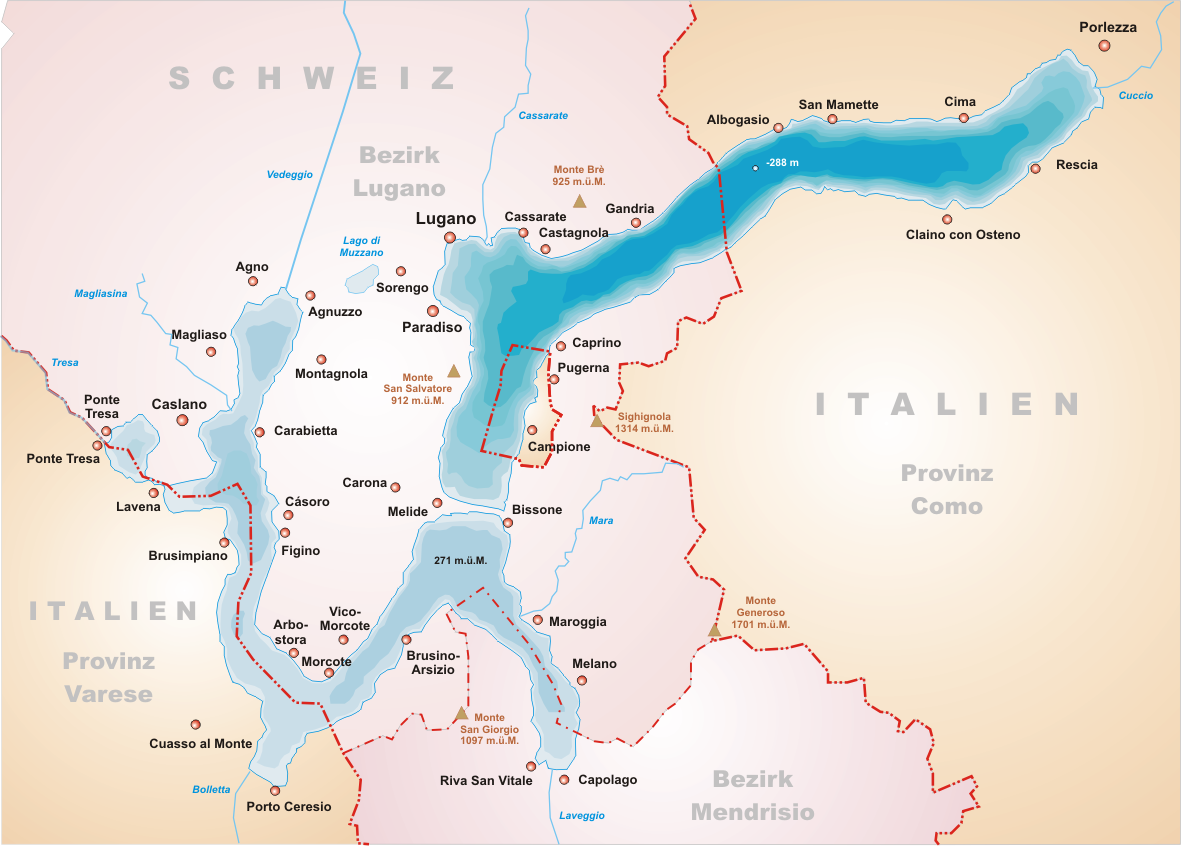
Карта озера Лугано, на якій виділена територія Кампйоне-д'Італія (в центрі карти)

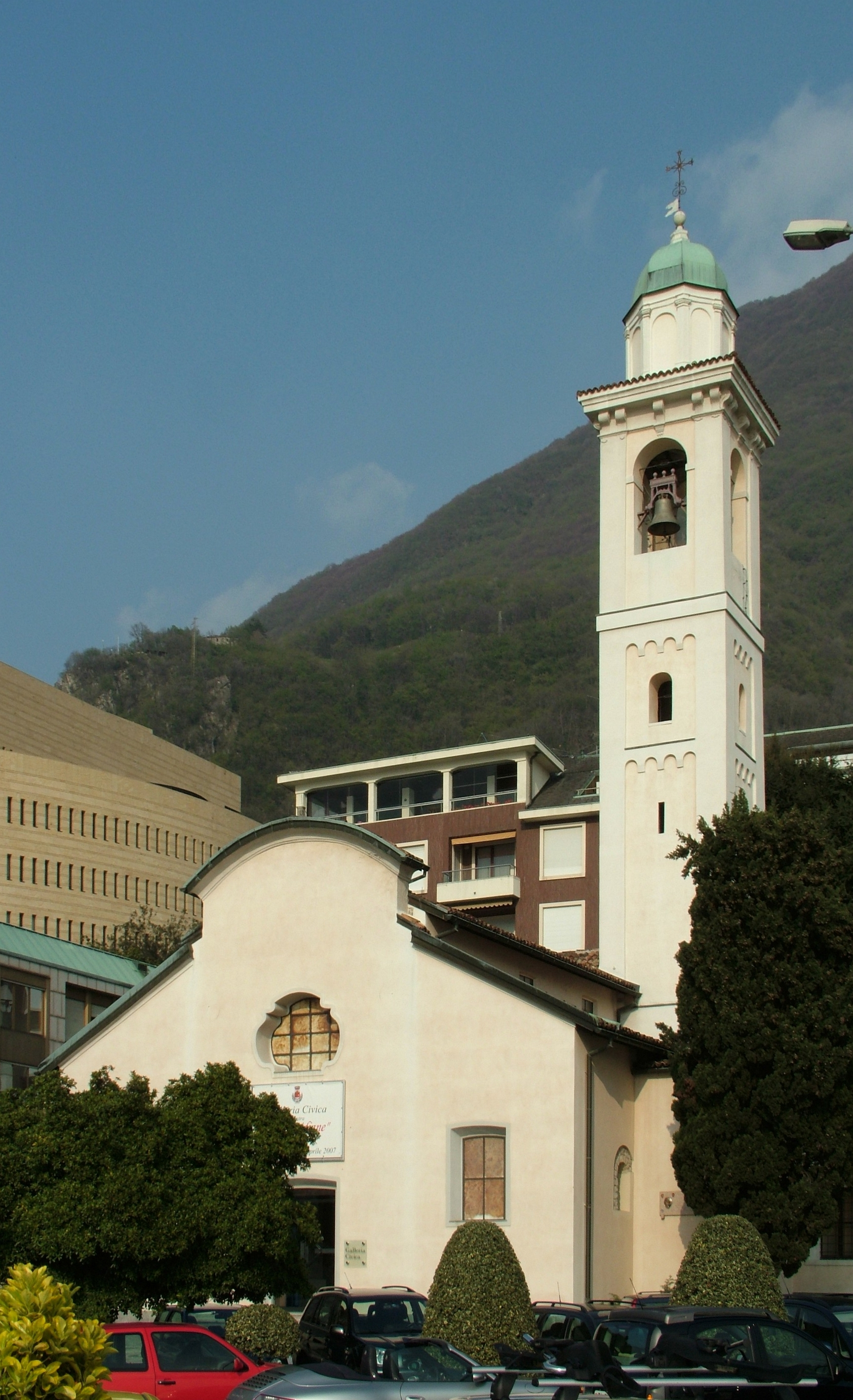

Кампйоне-д'Італія (італ. Campione d'Italia) — муніципалітет в Італії, у регіоні Ломбардія, провінція Комо.
Кампйоне-д'Італія розташоване на відстані близько 540 км на північний захід від Риму, 60 км на північ від Мілана, 20 км на північний захід від Комо.
Населення — 2038 осіб (2014).
Щорічний фестиваль відбувається 12 квітня. Покровитель — святий Зенон.

## Розташування
Кампйоне-д'Італія адміністративно входить у провінцію Комо регіону Ломбардія, але територіально знаходиться за межами Італії. Від основної території країни його відділяють землі швейцарського кантону Тічино. Таким чином, Кампйоне-д'Італія є італійським анклавом на території Швейцарії, одночасно будучи ексклавом по відношенню до Італії. При цьому по прямій відстань від території ексклаву до території Італії — менше кілометра, але через складний рельєф місцевості відстань по дорозі до найближчого італійського міста становить понад 14 км, а до міста Комо, столиці провінції Комо, — більше 28 км.
Озеро Лугано знаходиться на території Швейцарії та Італії, але ще одна частина його всередині швейцарських кордонів належить італійському Кампйоне-д'Італія.

## Історія
Перше поселення на території Кампйоне-д'Італія виникло в першому столітті до Р. Х., коли римляни заснували гарнізонне місто Кампілонум для захисту своєї території від гельветів. У 777 році лангобардський феодал Тотон, що володів Кампйоне, тоді рибальським селом, подарував своє володіння міланській базиліці святого Амброзія.
Статус анклаву закріпився за Кампйоне з того моменту, коли населення Тічино у 1798 ухвалило рішення увійти до складу Швейцарської конфедерації. Населення Кампйоне при цьому воліло, щоб їхнє місто залишилося частиною Ломбардії, яка, в свою чергу, увійшла до складу Італії в 1859. Приставка д'Італія була додана до назви міста рішенням Беніто Муссоліні.

### Поштові марки
Анклав обслуговувався італійською поштою до 1943 року. Після падіння режиму Муссоліні жителі анклаву стали на бік італійських роялістів і відмовилися визнавати підтримувану Німеччиною Італійську Соціальну Республіку в Північній Італії, через що діяльність італійських поштових служб було призупинено.
Починаючи з 1944 року для анклаву почали виготовляти спеціальні поштові марки у співпраці зі швейцарською поштовою службою. Нові марки були номіновані в швейцарських франках і вони були дійсні для відправлень у Кампіоне, Швейцарії та Ліхтенштейні. Однак анклав не був визнаний ВПС.
Протягом 1944 року було видано два випуски марок з написом «R.R. POSTE ITALIANE / COMUNE DI CAMPIONE». Вони були вилучені з обігу 1952 року.

## Особливості статусу
Попри приналежність міста італійській державі, у ньому мають ходіння швейцарські франки, у яких отримують зарплату та інші виплати, зокрема соціальну допомогу, жителі міста. Проте євро, офіційна валюта Італії, також можуть бути прийняті до оплати в Кампйоне-д'Італія.
У міста два телефонні коди — італійський і швейцарський. Жителі міста для своїх автомобілів можуть отримувати як італійські, так і швейцарські автомобільні номери. У місті працюють італійські поліцейські. Проте медичне обслуговування жителів проводиться швейцарською медичною страховою компанією за чинними у Швейцарії нормами.
На території міста відсутній ПДВ.

## Казино
Однією з головних визначних пам'яток і джерел доходу Кампйоне-д'Італія є казино, яке розпочало роботу в 1917 році. Ініціатива відкриття казино приписується секретним службам, яким було необхідно спокійне місце для вербування іноземних дипломатів. Офіційну ліцензію казино отримало в 1933 році. У казино було зайнято 15-20 відсотків населення Кампйоне-д'Італія.
27 липня 2018 року казино було оголошено банкрутом і перестало працювати. Економічні наслідки становлять загрозу для всього населеного пункту, оскільки у списку кредиторів є всі, починаючи від власників піцерій і таксистів, і закінчуючи муніципальною пожежною частиною. Місцеві жителі побоюються, що без казино муніципалітет перетвориться на місто-привид. Відповідно до митної угоди 2020 року Італія погодилася погасити борги перед швейцарськими кредиторами, які оцінюються на майже 5 мільйонів євро.

## Демографія
Населення за роками:

Станом на 1 січня 2023 року в муніципалітеті офіційно проживали 532 іноземці з 45 країн, серед них 96 громадян країн Євросоюзу та 57 громадян України.

## Відомі люди
В місті народився Андрес Бланкі (1677—1740) — аргентинський архітектор.

## Сусідні муніципалітети
- Ароньйо
- Біссоне
- Лугано
- Меліде
- Парадізо